# Gonatocerus io
Gonatocerus io är en stekelart som beskrevs av Girault 1915. Gonatocerus io ingår i släktet Gonatocerus och familjen dvärgsteklar. Inga underarter finns listade i Catalogue of Life.